# Nesotragus
Nesotragus is een geslacht van zoogdieren uit de  familie van de Bovidae (Holhoornigen). De wetenschappelijke naam van het geslacht werd in 1846 gepubliceerd door Magnus Vilhelm von Düben.

## Soorten
Er worden 2 soorten in dit geslacht geplaatst:
- Nesotragus batesi (de Winton, 1903) – Bates' dwergantilope
- Nesotragus moschatus von Düben, 1846